# Calder Freeway
La Calder Freeway ()

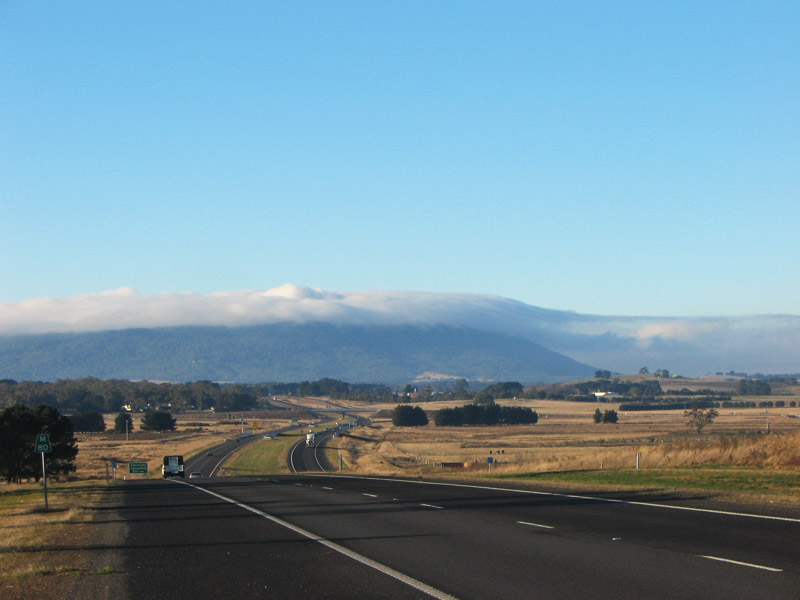
La Calder Freeway et le mont Macedon.

est une autoroute reliant Melbourne à Bendigo, au Victoria, en Australie. Long de 128 km, il remplace les portions de l'ancienne Calder Highway dans ces secteurs. À l'origine simple tronçon de la Tullamarine Freeway, l'autoroute qui relie le centre de Melbourne à l'aéroport de la ville, reliant la Calder Highway à Keilor dans la banlieue de Melbourne, il a été prolongé par étapes jusqu'à Bendigo. Il se poursuit au-delà par la Calder Highway jusqu'à Mildura.
À deux fois deux voies sur tout son parcours sauf à Melbourne, où elle est à deux fois trois voies, elle dessert les villes et villages de:
- Harcourt
- Elphinstone
- Taradale
- Malmsbury
- Kyneton
- Woodend
- Macedon
- Gisborne
- Diggers Rest
- Sunbury

## Galerie

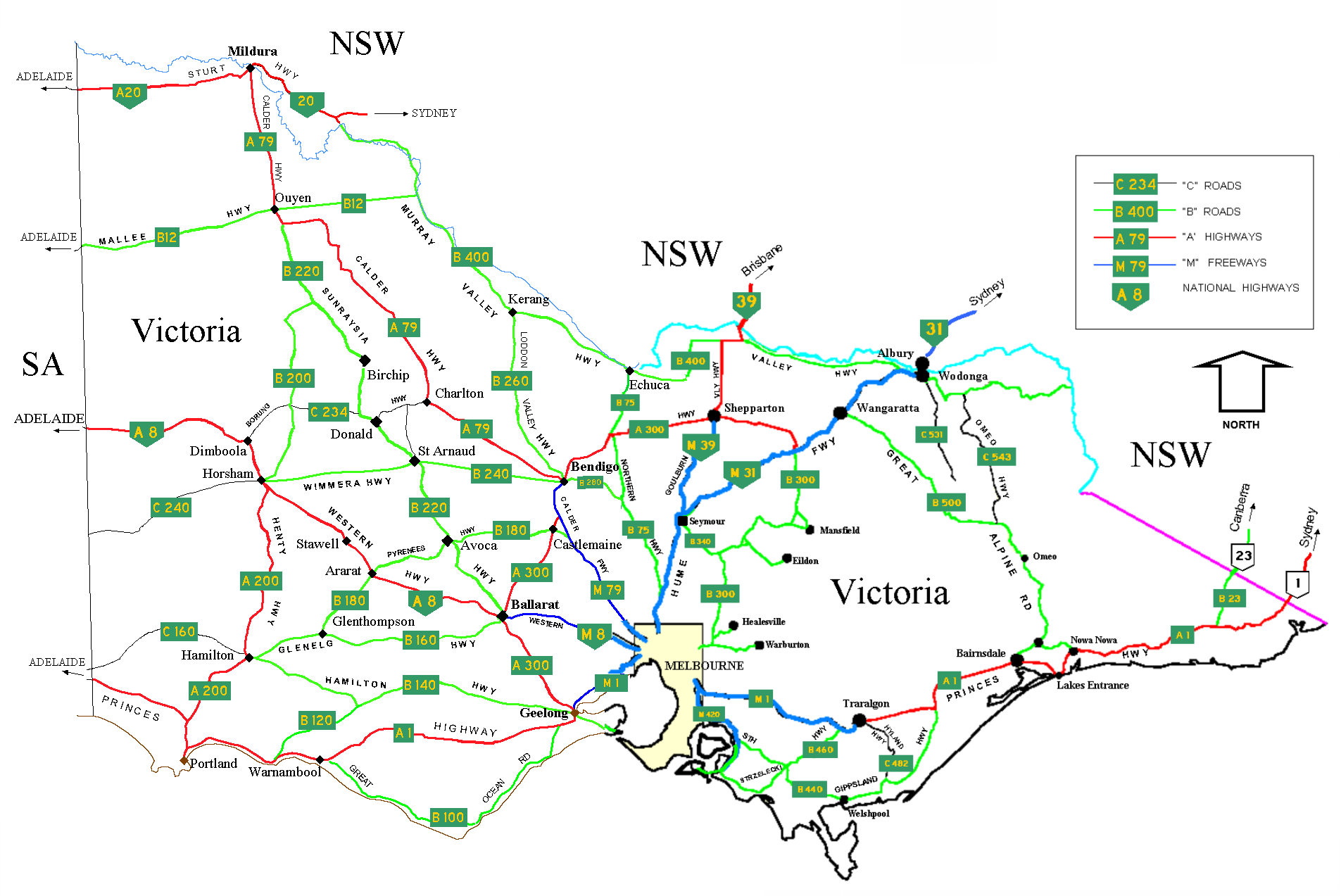